# Patrik Gardesten
Jan Patrik Gardesten, född den 7 juli 1967 i Mortorps församling i Kalmar län, är en svensk militär (brigadgeneral i amfibiekåren).

## Biografi
Gardesten avlade marinofficersexamen vid Marinens officershögskola 1991 och utnämndes samma år till fänrik vid Vaxholms kustartilleriregemente. Därefter tjänstgjorde han vid Fjärde kustartilleribrigaden med Karlskrona kustartilleriregemente (från och med 1998 Karlskrona kustartilleriregemente med andra kustartilleribrigaden), där han befordrades till löjtnant 1995 och kapten 1998. När kustartilleriet avvecklades inträdde han den 1 juli 2000 i Amfibiekåren. Efter genomgången chefsutbildning vid Försvarshögskolan studerade och tjänstgjorde han utomlands. Han var kontingentschef för TD01/F i Tchad 2008–2009, chef för Andra amfibiebataljonen vid Amfibieregementet 2010–2014 och ställföreträdande kontingentschef i svenska insatsen i Afghanistan 2013 (FS 25). Därtill har han varit sektionschef vid Sjöstridsskolan.
Gardesten befordrades till överste från och med den 1 januari 2016 och tillträdde samtidigt som chef för Insatsavdelningen (J 3) vid Insatsstaben på Högkvarteret. Han var chef för Amfibieregementet 2018–2022. Gardesten tillträdde som ställföreträdande marinchef den 1 september 2022, tills vidare dock längst till 31 augusti 2025.
Patrik Gardesten invaldes som ledamot av Kungliga Krigsvetenskapsakademien 2016 och som ledamot av Kungliga Örlogsmannasällskapet 2019.

## Utmärkelser
- Sveriges Militära Kamratföreningarnas Riksförbunds förtjänsttecken (SMKRGFt) i guld, 18 juni 2020[11]
- Hemvärnets bronsmedalj (HvBM), 18 mars 2022[12]
- Bridging Operation in Chad and the Central African Republic (EUFOR Tchad/RCA), oktober 2008[13]